# معركة كيدال (2012)
وقعت معركة كيدال الأولى خلال حرب مالي، في 30 مارس 2012، تم الاستيلاء على المدينة من قبل قوات التمرد للحركة الوطنية لتحرير أزواد وأنصار الدين.

## المعركة وسقوط المدينة
في 26 مارس 2012، كانت مدينة كيدال محاصرة من جانب الحركة الوطنية لتحرير أنغولا، فضلاً عن القوات الإسلامية في أنصار الدين، أكد مسؤول تنفيذي في وزارة العمل الوطنية أنه لا توجد صلة بين الكيانين، لكنه يعترف بأن الوضع غامض، ذكر ريبورتيد من السكان المحليين في كيدال أن كلا الفريقين قادوا العملية بشكل مشترك، وفقا للتقارير، فإن رجال أنصار الدين كانوا أغلبية المتمردين خلال المعركة، زعمت الحركة الوطنية لتحرير أنغولا اقتراحها لحاكم كيدال والعقيد جامو للترويج لاستسلام الجيش لمنع إراقة الدماء.
في 29 مارس، تعرض كيدال للهجوم من قبل أنصار الدين والقوات متعددة الجنسيات، حيث هاجم الإسلاميون من الجنوب بينما شن المستقلون الهجوم على الشمال، في اليوم الأول، تم صد الهجوم من قبل الجنود الماليين، لكن في اليوم التالي، هجر بعض رجال ميليشيات الطوارق في آغ جامو، وخاصة المقاتلين من ليبيا، وانضموا إلى المتمردين.
في 30 مارس / آذار، ترك باقي الجنود المحبطين والمرهقين المدينة، أفاد جندي مقرب من العقيد الميجور الحاج جامو «كنا 504 مسلحًا و 300 تمشيق و 204 من الجنوب، ومنذ 23 مارس في كيدال، متمردي الطوارق التابعين للقوات متعددة الجنسيات وجماعة أنصار الدين إياد أغ الإسلامية لقد أحاطت غالي بنا، أرادت الحركة الوطنية لتحرير أنغولا من إعادة آغ  جامو إلى صفوف المتمردين، وآغ أغلي يريد رأسه، لتفتيشه في منازل عائلات إيفوغاس وإجبار نجل كيدال أمانوكال القوي، إنتالا أغ عطاير، على المدينة في فبراير شعرنا بالتعب، لأننا أمضينا اليوم في قتال المتمردين وتأكدنا في الليلة التالية من عدم تفاجئنا من الهجوم، وفي حوالي الساعة 7:00 صباحًا، بدأ بعضنا في النوم، لكن بعد ساعة أطلقت نيران المتمردين الأولى على الجانب الشرقي من المدينة، ولم نعد نريد القتال بعد الآن».
ادعى الحركة الوطنية لتحرير أزواد النصر، وصل عبد الكريم آغ مطفا، رئيس المجلس الثوري للحركة الوطنية لتحرير أزواد إلى المدينة، وفقًا للشهود، شاركت عناصر من تنظيم القاعدة في بلاد المغرب الإسلامي أيضًا في الاشتباكات

### ما بعد الكارثة
بعد القتال، وصل إياد آغ غالي، رئيس أنصار الدين إلى المدينة "على رأس موكب من المركبات، حاكم المنطقة، وستة مسؤولين محليين آخرين، وقائد منطقة الجيش، وعقيد الوحدات الخاصة والرئيس من الدرك "في الأمن" مع رئيس التقليدية، وفقا لتقرير مسؤول محلي.

## حيلة آغ جامو للتراجع
انسحب الجيش إلى الجنوب، بعد أن اتصل العقيد الحاج آغ جامو بسلسلة حج حبي، العقيد في الحركة الوطنية لتحرير أنغولا الذي احتل المنطقة وأعلن أنه يقبل عرضه بالانضمام إلى الحركة الوطنية لتحرير أنغولا مقابل الحماية من أنصارالدين، "غادرنا المدينة على متن (بي ام -21- غراد)و (بي ار دي ام 2) وعشرات سيارات (تويوتا 4X4) في اتجاه غاو. في اليوم التالي، 31 مارس، يوم سقوط غاو، كنا على بعد 150 كم جنوب كيدال، عندما كانت هناك عشرات السيارات من (الحركة الوطنية لتحرير ازواد) لقد حاصرنا المقاتلون، بقيادة العقيد نفسه أصالة آغ حبي، وأخبر آغ جامو أنه للتنقل بحرية على أراضي أزواد، كان عليه أن يتعهد رسميًا بالولاء للقوات متعددة الجنسيات ونزع سلاح جنوده من الجنوب، جاء استدعاء (راديو فرنسا الدولي). في 31 مارس، صرح آغ جامو لراديو فرنسا الدولي بأنه انضم إلى الحركة الوطنية لتحرير أزواد. ومع ذلك، كشفت في وقت لاحق أن هذا "الانشقاق" كان مجرد حيلة استخدمها آغ جاموحتى يتراجع عن السلامة الجنوبية مع جنوده، طلب العقيد آغ حبيب أن يتم تسليم 204 جنود من جنوب مالي إليه كأسرى حرب، لكن آغ جامو رفض، ثم توجه مع رجاله إلى النيجر، على بعد 100 كيلومتر من الحدود، ودعا قنصل مالي في النيجر عبر الهاتف عبر الأقمار الصناعية ليطلب منهم الاستعداد لوصول رجاله من جنوب مالي حتى يمكن إعادتهم إلى باماكو، عبر بوركينا، بعد ذلك، طوى جامو نفسه في النيجر مع أسرته وميليشيا الطوارق التابعة له، بعد ذلك، أبلغت الحكومة المالية أن ولاءه للقوات متعددة الجنسيات على التداخل كان بمثابة مناورة تهدف إلى الفرار وأنه مستعد لاستئناف القتال.

## ما بعد الكارثة
بعد المعركة، تم نهب معسكر الحرس الوطني وإحراقه جزئياً، وتم إقالة منازل الضباط من قبل السكان، حسب الروايات المحلية، كان السجناء يعاملون معاملة حسنة وأعطى إياد آغ غالي تعليمات حتى لا يتعرض المدنيون للوحشية، في شريط فيديو نشره أنصار الدين في 11 يوليو، زعمت الحركة الإسلامية أنها ألقت القبض على 560 جنديًا ماليًا في معارك أغويلوك وتيساليت وكيدال، تم إطلاق سراحهم بعد "إعطاء كلمتهم أبدا لمحاربة شريعة الإسلام، أبريل 2012، أطلق الإسلاميون في أنصار الدين سراح 169 سجينًا عسكريًا ماليًا، بالإضافة إلى 14 مدنيا ينتمون الجنود.